# Višegradski hladnjak na Bikavcu
Hladnjak na Bikavcu se nalazi u istočnom dijelu grada Višegrada u Republici Srpskoj, BiH.  Nastao je na brdu Bikavac za vrijeme austrougarske vladavine. Podignut je kao mesto za odmor, predah i zaštitu od sunca.

## Nastanak
Austrijska vojska je po dolasku u Višegrad izgradila uskotračnu prugu, bolnicu, kasarnu i velelepni hladnjak. Služio im je za odmaranje i uživanje u pogledu na dvije rijeke Drinu i Rzav, koje su nedaleko odatle na ušću postajale jedna.
Tačno vrijeme izgradnje nije poznato. Kao dokaz njegove starosti je čuvena fotografija Višegrada, koju je fotografisao austrougarski fotograf juna 1905. godine. Na njoj je predstavljena panorama tadašnjeg Višegrada, baš onakva kako ju je i Ivo Andrić opisao u pripovjeci „Rzavski bregovi“ :Bikavac se sasvim promijenio: posjekoše nekada čuvene orahe, izbrazdaše brijeg puteljcima, posadiše bagremove, digoše terase i hladnjake i sve je bilo pod konac. U neposrednoj blizini ispod hladnjaka se nalazi tunel kroz koji je prolazila uskotračna pruga.

## Turizam
Poslije Drugog svjetskog rata na Bikavcu u neposrednoj blizini hladnjaka izgrađeni su hotel i bungalovi, za potrebe turizma Višegrada. Najpopularnije mjesto odmora bilo je hlad hladnjaka. Kao nezaobilazna destinacija romantičnih putovanja, ekskurzija, kutak za zaljubljene. Najveći dokaz toga je nastanak pjesme „U lijepom starom gradu Višegradu“, koju je napisao Kragujevčanin Dragiša Nedović, sredinom pedesetih godina dvadesetog vijeka. Bio je inspirisan ljubavlju na ovom, njemu, kao i mnogim drugim, dragom mjestu, punom sjećanja i uspomena.
Tokom zadnjih ratnih dešavanja, hotel Bikavac, bungalovi kao i hladnjak su devastirani. Opština Višegrad je 2014. godine obnovila hladnjak, te se i on uvrstio u program „Višegradskih staza“, kulturne manifestacije, kao otvorena scena za ljubitelje pjesme i pisane riječi.
Time je i omogućen povratak hladnjaka u nezaobilaznu turističku destinaciju grada Višegrada.

## Galerija
- Hladnjak na Bikavcu

## Spoljašnje veze
- Klix/Tunel na Bikavcu svjedoči o historiji Višegrada, pijanim svatovima, regrutima, utvarama...
- 058 ba/Ljepota rzavskih bregova